# Коритищенська сільська рада (Володарсько-Волинський район)
Коритищенська сільська рада (деколи — Коритищська сільська рада) — колишня адміністративно-територіальна одиниця та орган місцевого самоврядування у Фасівському і Володарсько-Волинському (Володарському) районах Коростенської й Волинської округ, Київської та Житомирської областей Української РСР з адміністративним центром у селі Коритище.

## Населені пункти
Сільській раді на час ліквідації були підпорядковані населені пункти:
- с. Комарівка
- с. Копелянка
- с. Коритище
- с. Лизник

## Історія та адміністративний устрій
Створена 24 серпня 1923 року, відповідно до рішення Волинської ГАТК (протокол № 4) «Про зміни границь в межах округів, районів і сільрад», в складі сіл Копелянка, Коритище та колонії Топорище Топорищенської сільської ради Фасівського району Коростенської округи. За іншими даними, с. Копелянка включене до складу ради 3 листопада 1923 року. 21 серпня 1924 року раді підпорядковано с. Комарівка Ворівської (за іншими даними — Андріївської) сільської ради Черняхівського району Житомирської (згодом — Волинська) округи. 23 вересня 1925 року, відповідно до постанови ВУЦВК та РНК УСРР «Про зміни в адміністративно-територіальному поділі Житомирської та Коростенської округ», внаслідок ліквідації Фасівського району, сільську раду передано до складу Володарського (згодом — Володарсько-Волинський) району Волинської округи. 18 грудня 1928 року до складу ради передане с. Лизник Краснорічківської сільської ради Володарського району. Станом на 1 жовтня 1941 року кол. Коритище не перебуває на обліку населених пунктів.
Станом на 1 вересня 1946 року сільська рада входила до складу Володарсько-Волинського району Житомирської області, на обліку в раді перебували села Комарівка, Копелянка, Коритище та х. Лизник.
Ліквідована 11 серпня 1954 року, відповідно до указу Президії Верховної ради Української РСР «Про укрупнення сільських рад по Житомирській області», територію та населені пункти ради приєднано до складу Топорищенської сільської ради Володарсько-Волинського району Житомирської області.